# شاتيوازا
كان شاتيوازا (بالإنجليزية: Shattiwaza أو Šattiwaza)‏، ملكًا لمملكة ميتاني الحورية في بلاد الرافدين في القرن الرابع عشر قبل الميلاد. يُشار إلى هذا الملك أيضا باسم كورتيوازا (بالإنجليزية: Kurtiwaza)‏ أو ماتيوازا (بالإنجليزية: Mattiwaza)‏.

## سيرة ذاتية
كان شاتيوازا ابن الملك توشراتا. كان اسمه في اللغة الحورية كيلي-تيشوب (بالإنجليزية: Kili-Tešup)‏.
في الاضطرابات السياسية التي أعقبت وفاة سلفه، حاول الملك مغتصب السلطة شوتارنا الثالث قتل شاتيوازا. هرب شاتيوازا وطلب اللجوء عند الملك الحيثي سابيليوليوما الأول. تزوج ابنة سابيليوليوما الأول وعاد إلى ميتاني بجيش حيثي. هُزِم الملك مغتصب السلطة شوتارنا الثالث ونُصِّب شاتيوازا ملكًا لميتاني. تم تسجيل الأحداث في معاهدة سابيليوليوما الأول وشاتيوازا (حوالي 1375-1350 قبل الميلاد).